# Ky-Mani Marley
Ky-Mani Marley (nacido el 26 de febrero de 1976, en Falmouth, Jamaica) es un actor y músico de reggae de Jamaica. Es hijo del cantante Bob Marley y de Anita Belnavis, una campeona de tenis de mesa jamaiquina. Se trasladó a Miami cuando tenía nueve años. Ky-Mani era un atleta, compitiendo en el fútbol y el fútbol americano. Como adolescente, Ky-Mani comenzó a rapear y pinchar; su primer sencillo fue "Unnecessary Badness". Él se inspiró como cantante después de ser pedido a cantar un gancho para una canción durante una sesión de grabación en un estudio en Miami. Ky-Mani pronto comenzó a experimentar con pistas ponedoras, a veces, con sus hermanos, Stephen, Julian y Damian.
En 2019, participa en el álbum póstumo "Bad Vibes Forever" del  cantante, compositor y rapero estadounidense, Jahseh Dwayne Ricardo Onfroy, conocido como XXXTentacion, con la canción "Royalty", acompañado de rapera y cantante británica, Stefflon Don y del artista, productor discográfico y empresario de dancehall de reggae jamaicano, Vybz Kartel.

## Discografía
- Like Father Like Son (1996)
- The Journey (Journey) (2000)
- Many More Roads (2001)
- Milestone (2004)
- Radio (2007)
- Bajito (2015)
- Maestro (2015)
- Chillax (2016)
- Conversations (feat. Gentleman)  (2017)

## Filmografía
- Shottas (2002)
- Haven (2004)
- One Love (2003)